# Epimeria rubrieques
Epimeria rubrieques (лат.) — ракообразное из отряда амфиподов. Живёт как хищник или падальщик в антарктическом море Уэдделла. Этот вид бывает между 1,5 и 7 сантиметров в длину, он жукообразной формы, с расчёской из шипов на спине. Красный цвет рачка делает его невидимым, так как под воду проникают только зелёные и синие лучи.
По размерам близок к Alicella gigantea и Thaumatops loveni.

## Классификация
Открыт в 1991 году и приписан семейству Paramphithoidae, однако позже род Epimeria был выделен в семейство Epimeriidae (которое иногда приписывают надсемейству Eusiroidea).